# 양성중학교
양성중학교(陽城中學校)는 대한민국 경기도 안성시 양성면 동항리에 있는 공립 중학교이다.

## 학교 연혁
- 1946년 9월 1일 : 양성 명륜 공민학교 개교, 교장 봉재덕 취임
- 1952년 4월 7일 : 재단 법인 양성 중학원 인가, 초대 오성환 재단 이사장 취임
- 1952년 10월 14일 : 양성중학교 인가 (사립 2학급)
- 1952년 11월 1일 : 양성중학교 개교, 초대 오윤근 교장 취임
- 1956년 2월 28일 : 양성고등학교 인가(공립 3학급)
- 1957년 2월 22일 : 도립양성중학교 인가(6학급), 교장 허홍 고등학교 교장 겸임
- 1963년 12월 29일 : 양성면 덕봉리에서 현 위치(동항리 415)로 이전, 2층 6교실 신축
- 1999년 3월 1일 : 양성초·중학교 통합 운영교 지정
- 2020년 9월 1일 : 제25대 안준기 교장 취임
- 2021년 7월 2일 : 경기도 그린스마트 미래학교 선정 및 운영
- 2024년 1월 5일 : 제72회 졸업식 (졸업생 20명, 연인원 5,669명)

## 참고 자료
- 양성중학교 - 한국교육학술정보원 학교알리미